# Lucy (single)
Lucy is de derde single van de Vlaamse zanger Tom Dice. Het nummer, de opvolger van het succesvolle Me and My Guitar, is afkomstig van zijn debuutalbum Teardrops

## Achtergrond
Lucy werd geschreven door Tom Dice, in samenwerking met Tom Helsen. In de song verklaart de zanger zijn liefde aan Lucy, maar vraagt hij zich af waarom zij niet van hem houdt. Dice zelf noemt het "een mooi vervolg op Me and My Guitar", dat "anders maar toch hetzelfde" klinkt. Na het succes van zijn Songfestival-nummer is het "bang afwachten" naar de respons op opvolger Lucy. Dice zegt dat het vaak nog belangrijker is wat de tweede single doet.

## Verschijning en promotie
Ter promotie van de single werd een Facebook-profiel aangemaakt op naam van Lucy Dice, met een foto van het meisje uit de videoclip. Deze werd opgenomen in Venice Beach, Los Angeles, in dezelfde periode waarin ook de clip voor Me and My Guitar werd opgenomen.
Op zijn Facebook-pagina deed Dice de belofte een tatoeage op zijn lichaam te laten aanbrengen wanneer Lucy de gouden status haalt. Het wordt dan de titel van de song op zijn rug of pols.

### Tracklist
iTunes download
1. "Lucy" (T. Eeckhout, T. Helsen) — 02:59
2. "Murderer" (T. Eeckhout) — 03:22

Tracklist Single-cd
1. "Lucy" (T. Eeckhout, T. Helsen) — 02:59
2. "Murderer" (T. Eeckhout) — 03:22

### Hitlijsten
| Lucy in de Vlaamse Ultratop 50 – binnen: 14-08-2010 | Lucy in de Vlaamse Ultratop 50 – binnen: 14-08-2010 | Lucy in de Vlaamse Ultratop 50 – binnen: 14-08-2010 | Lucy in de Vlaamse Ultratop 50 – binnen: 14-08-2010 | Lucy in de Vlaamse Ultratop 50 – binnen: 14-08-2010 | Lucy in de Vlaamse Ultratop 50 – binnen: 14-08-2010 | Lucy in de Vlaamse Ultratop 50 – binnen: 14-08-2010 | Lucy in de Vlaamse Ultratop 50 – binnen: 14-08-2010 | Lucy in de Vlaamse Ultratop 50 – binnen: 14-08-2010 | Lucy in de Vlaamse Ultratop 50 – binnen: 14-08-2010 |
| Week                                                | 1                                                   | 2                                                   | 3                                                   | 4                                                   | 5                                                   | 6                                                   | 7                                                   | 8                                                   |                                                     |
| --------------------------------------------------- | --------------------------------------------------- | --------------------------------------------------- | --------------------------------------------------- | --------------------------------------------------- | --------------------------------------------------- | --------------------------------------------------- | --------------------------------------------------- | --------------------------------------------------- | --------------------------------------------------- |
| Nummer                                              | 45                                                  | 50                                                  | 32                                                  | 23                                                  | 23                                                  | 21                                                  | 36                                                  | 44                                                  | uit                                                 |